# Vladimir Jelčić
Vladimir Jelčić, né le 10 octobre 1968 à Čapljina, est un joueur puis entraîneur croate de handball.
Il est notamment champion olympique en 1996.

## Palmarès

### En équipe nationale
Compétitions senior'
- Médaille d'or aux Jeux olympiques de 1996 à Atlanta[1]
- Médaille de bronze au Championnat d'Europe 1994
- Médaille d'or aux Jeux méditerranéens de 1993

Compétitions junior'
- Médaille d'or au Championnat du monde junior en 1987 (da)
- Médaille de bronze au Championnat du monde junior en 1989 (da)

### En club
Sauf précision, le palmarès est acquis avec le RK Zagreb :
Compétitions internationales
- Ligue des champions (C1)
  - Vainqueur (2) : 1992 et 1993
  - Finaliste (4) : 1995

Compétitions nationales
- Championnat de Yougoslavie (2) : 1989, 1991
- Coupe de Yougoslavie (1) : 1991
- Championnat de Croatie (6) : 1992, 1993, 1994, 1995, 2000, 2001
- Coupe de Croatie (6) : 1992, 1993, 1994, 1995, 2000 ; 2002 (avec RK Metković)
- Championnat de Slovénie (3) : 1997, 1998, 1999 (avec RK Celje)
- Coupe de Slovénie (3) : 1997, 1998, 1999 (avec RK Celje)